# جوليا بريتون
جوليا بريتون (بالإنجليزية: Julia Britton)‏ هي كاتبة مسرحية وكاتِبة أسترالية، ولدت في 27 يونيو 1914، وتوفيت في 5 نوفمبر 2012.

## روابط خارجية
- جوليا بريتون على موقع IMDb (الإنجليزية)